# László Bálint
László Bálint (Budapeste, 1 de fevereiro de 1948) é um ex-futebolista profissional húngaro que atuava como defensor.

## Carreira
László Bálint fez parte do elenco da Seleção Húngara de Futebol, da Copa de 1978 e 1982.